# Trillian (personnage)
Pour les articles homonymes, voir Trillian.
Tricia McMillan, alias Trillian, est un personnage de la saga Le Guide du voyageur galactique, de Douglas Adams.

## Présentation
Tricia est une jeune et brillante astrophysicienne qu'Arthur Dent rencontra lors d'une soirée à Islington.
La trilogie révèle qu'elle quitta la Terre ce soir là en compagnie de Zaphod Beeblebrox. Elle prend alors le nom de Trillian.
Arthur retrouve Trillian à bord du vaisseau Cœur en Or après que la Terre a été détruite par les Vogons.
Elle vit avec lui de nombreuses aventures narrées dans Le Guide du voyageur galactique, avant de finalement devenir journaliste dans l'univers. Dans Globalement inoffensive, le lecteur apprend qu'elle rencontre dans sa profession un grand succès, et décide d'avoir une fille, qu'elle nomme Aléa, à partir d'un prélèvement d'une bande d'ADN. Le père s'avère être Arthur, dernier humain encore en vie, et Trillian n’hésite pas à lui confier sa fille pour qu'il la garde, décision à l'origine de l'intrigue du cinquième volume de la pentalogie Le Guide du voyageur galactique.
Dans Globalement inoffensive, est introduit Tricia McMillan, vivant dans un univers parallèle, qui correspond au personnage de Trillian, qui n'aurait cependant pas suivi Zaphod Beeblebrox hors de la Terre, après avoir eu le malencontreux réflexe d'être allé chercher son sac à main, durant les quelques instants que Zaphod Beeblebrox utilise pour quitter la Terre. Elle est devenue journaliste et regrette de ne pas être partie.

## Influence dans l'informatique
Trillian a inspiré le nom d'un logiciel de messagerie instantanée : voir Trillian (logiciel).